# Óvalo de Saxton
El Óvalo de Saxton (en inglés: Saxton Oval) es un campo de críquet en Nelson, en la Región de Nelson, en Nueva Zelanda. Construido por la Asociación de Críquet de Nelson después de su traslado desde el Parque Trafalgar (Trafalgar Park), que fue construido a un costo de US $ 3,8 millones. El óvalo es parte de un amplio complejo deportivo, que también ofrece la posibilidad de practicar el atletismo, el fútbol, el hockey e instalaciones de sóftbol. 